# Kirkwall
Kirkwall je největší a zároveň hlavní město Orknejí, ostrovů na severu Skotska. Každý rok se tu pořádá St Magnus International festival, týdenní festival umění.

## Historie
Prvá zmínka o městě je z roku 1046. V roce 1486 byl povýšen na královské město a zároveň v témže roce Orkneje připadly Skotsku (do roku 1486 Norsko), stejně jako Shetlandy. Název města pochází z původního norského (dříve se tu mluvilo norsky) názvu Kirkjuvagr, který byl postupně komolen na Kirkvoe, Kirkwaa až Kirkwall.

## Doprava
Ve městě je významný přístav, z kterého pravidelně plují trajekty do Lerwicku a Aberdeenu. Přibližně 4 km jihovýchodně od města je také letiště. Hlavní letecká společnost, která létá z Kirkwallského letiště je FlyBe. Létají odsud letadla do Edinburghu, Inverness, Aberdeenu, na Shetlandy (letiště Sumburgh), Glasgow. Létají také různé lety jen mezi ostrovy Orknejí.. Hlavní autobusový dopravce je Stagecoaches.

## Architektura
V centru Kirkwallu stojí katedrála svatého Magnuse, která byla postavena v letech 1108 až 1117 a vedle ní je zřícenina biskupského paláce Earl. V jednom z nejzachovalejších měšťanských domů, postaveném v 16. století je dnes muzeum různých historických věcí, až z pravěku. Další je Wireless museum, věnované historii nahrávání zvuku. Kromě těchto budov je tu také mnoho historických domů z 17.-18. století. V Kirkwallu stál také hrad, který byl zničen v 17. století. Na západním okraji Kirkwallu stojí také prehistorický dům (vlastně sklep), vchází se do něj chodbou a místnost je až pod zemí, podobně jako u dalších domů, které se stavěly v pravěku na Orknejích a Shetlandách (Jarlshof). K této podzemní místnosti patřila i nadzemní budova, už dávno zbořená.

## Média
V Kirkwallu se narodila například filmařka Margaret Tait a řada jejich filmů se odehrává v Kirkwallu. Z postav Simpsonů zase školník Willie řekl, že pochází z Kirkwallu. Ve videohře Dragon Age 2 se zase hraje ve městě zvaném Kirkwall.

## Podnebí
Podnebí je velmi mírné, oceánské. Nejvíce deštivých dnů je v zimě, v lednu je 20 dnů se srážkami nad 1 mm. Naopak nejméně deštivý měsíc je květen a červen, kdy prší v průměru 10-11 dní (nad 1 mm srážek za den). Průměrná roční rychlost větru je 25 km/h a počet dnů s mrazem je 27 za rok. Počet hodin slunečního svitu je 1172 za rok, ale je výrazný rozdíl mezi zimou a létem.Zatímco v prosinci svítí slunce průměrně jen 24,5 hodiny, v květnu je to až 190 hodin. Dnů se sněhovou pokrývkou je ročně 10-20.
| Kirkwall – podnebí | Kirkwall – podnebí | Kirkwall – podnebí | Kirkwall – podnebí | Kirkwall – podnebí | Kirkwall – podnebí | Kirkwall – podnebí | Kirkwall – podnebí | Kirkwall – podnebí | Kirkwall – podnebí | Kirkwall – podnebí | Kirkwall – podnebí | Kirkwall – podnebí | Kirkwall – podnebí |
| Období | leden              | únor               | březen             | duben              | květen             | červen             | červenec           | srpen              | září               | říjen              | listopad           | prosinec           | rok                |
| --- | ------------------ | ------------------ | ------------------ | ------------------ | ------------------ | ------------------ | ------------------ | ------------------ | ------------------ | ------------------ | ------------------ | ------------------ | ------------------ |
| Nejvyšší teplota [°C] | 9                  | 9                  | 11                 | 13                 | 16                 | 18                 | 19                 | 20                 | 16                 | 14                 | 12                 | 10                 | 20                 |
| Průměrné denní maximum [°C] | 6,4                | 6,4                | 7,6                | 9,5                | 12,0               | 14,0               | 15,9               | 16,0               | 14,1               | 11,4               | 8,6                | 6,8                | 10,7               |
| Průměrná teplota [°C] | 4,15               | 4,05               | 5,0                | 6,65               | 8,8                | 11,05              | 13,05              | 13,15              | 11,45              | 9,05               | 6,4                | 5,5                | 7,64               |
| Průměrné denní minimum [°C] | 1,9                | 1,7                | 2,4                | 3,8                | 5,6                | 8,1                | 10,2               | 10,3               | 8,8                | 6,7                | 4,2                | 2,3                | 5,5                |
| Nejnižší teplota [°C] | −1                 | −1                 | 0                  | 1                  | 2                  | 5                  | 8                  | 7                  | 5                  | 3                  | 0                  | −2                 | −2                 |
| Průměrné srážky [mm] | 109,7              | 93,3               | 95,7               | 60,3               | 48,0               | 52,7               | 57,4               | 66,3               | 95,3               | 126,0              | 126,0              | 107,8              | 1 038,5            |
| Zdroj: Průměrné minimum, průměrné maximum, průměrná teplota, srážkynejnižší a nejvyšší každoroční teplota, Nejnižší a nejvyšší každoroční teplota |                    |                    |                    |                    |                    |                    |                    |                    |                    |                    |                    |                    |                    |

## Galerie

Podzemní dům na západě Kirkwallu
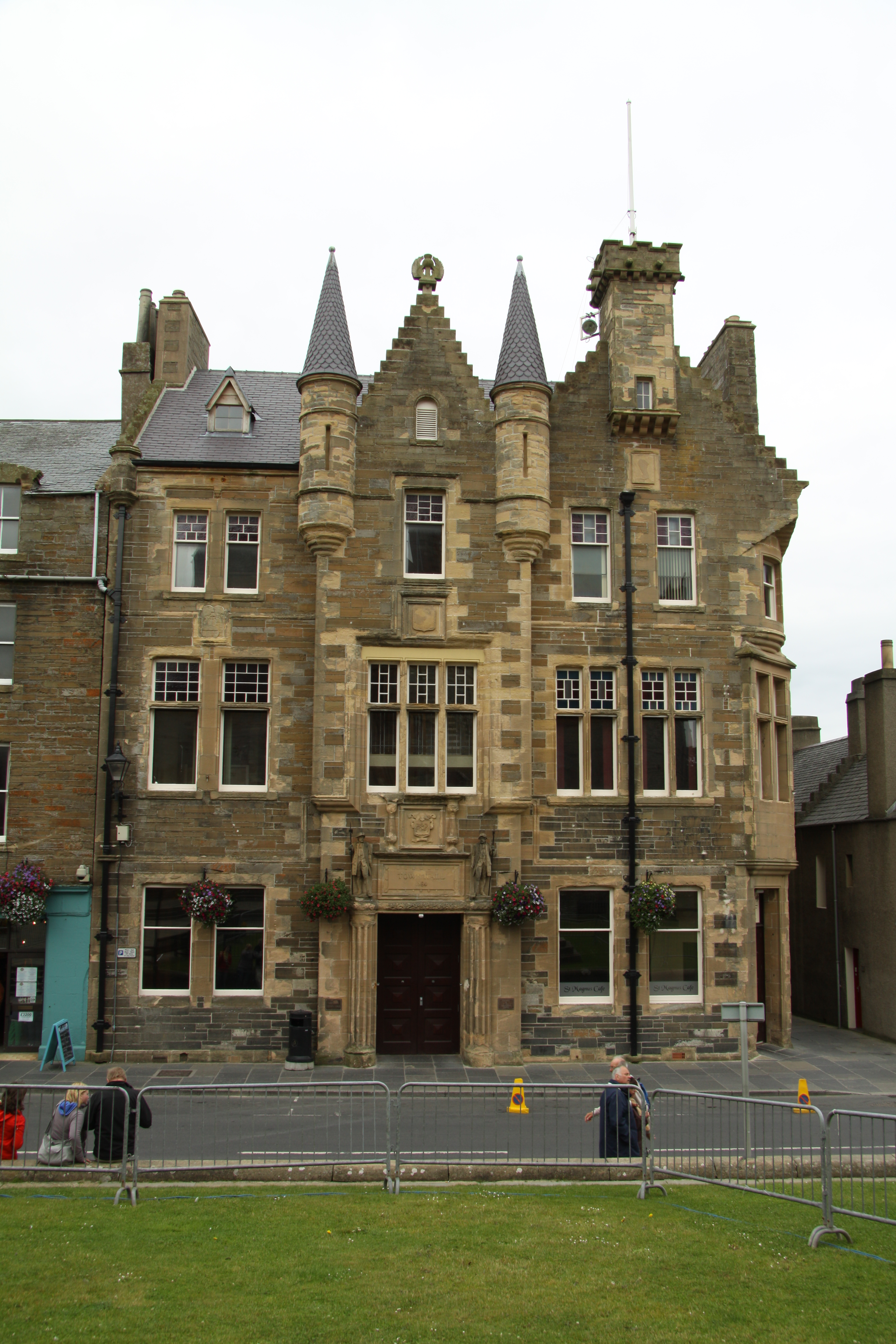
Kirkwallská radnice
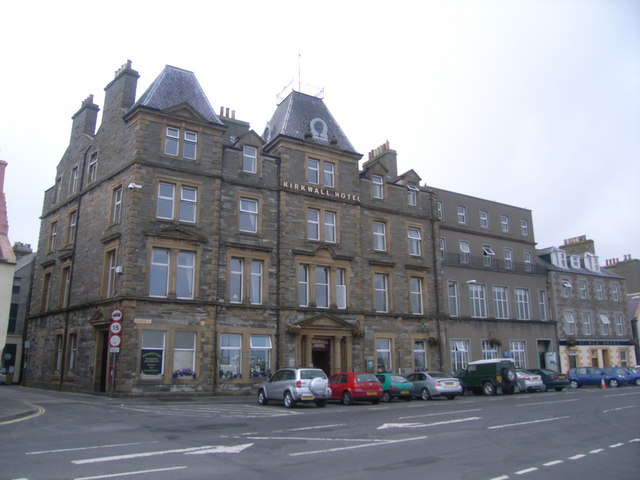
Hotel v Kirkwallu
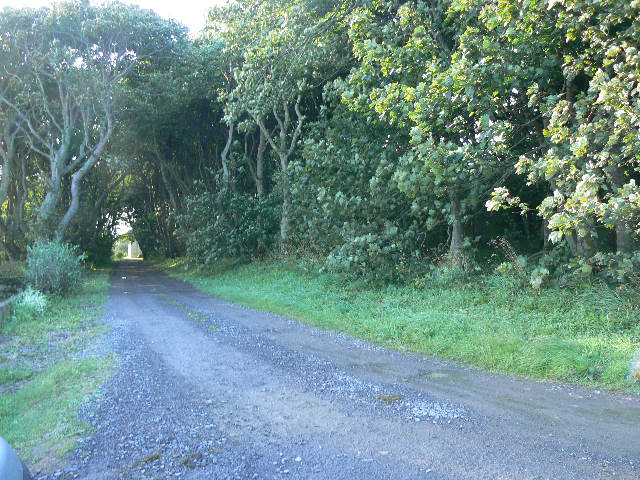
Vysázený les, na Orknejích běžně lesy prakticky neexistují
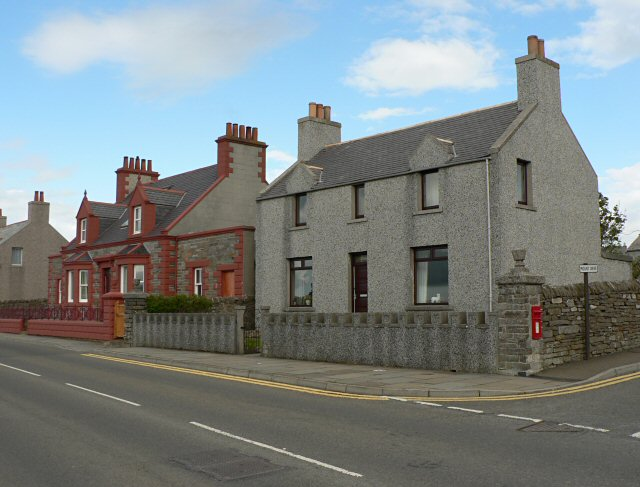
Staré Kirkwallské domy
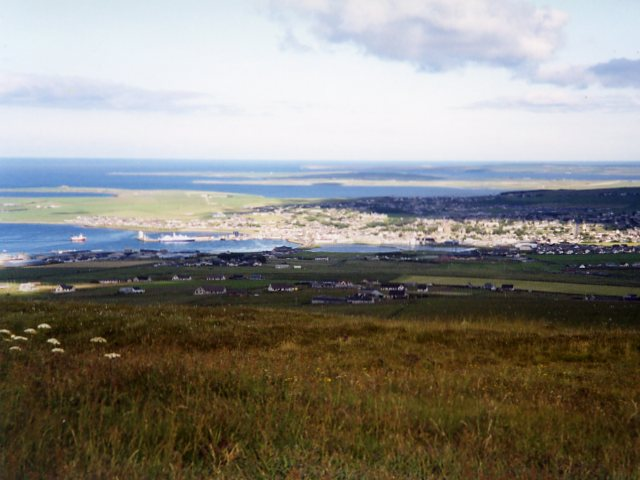
Pohled na Kirkwall
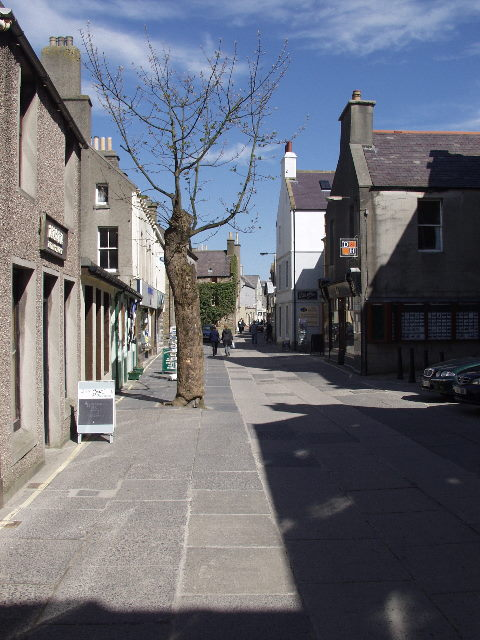
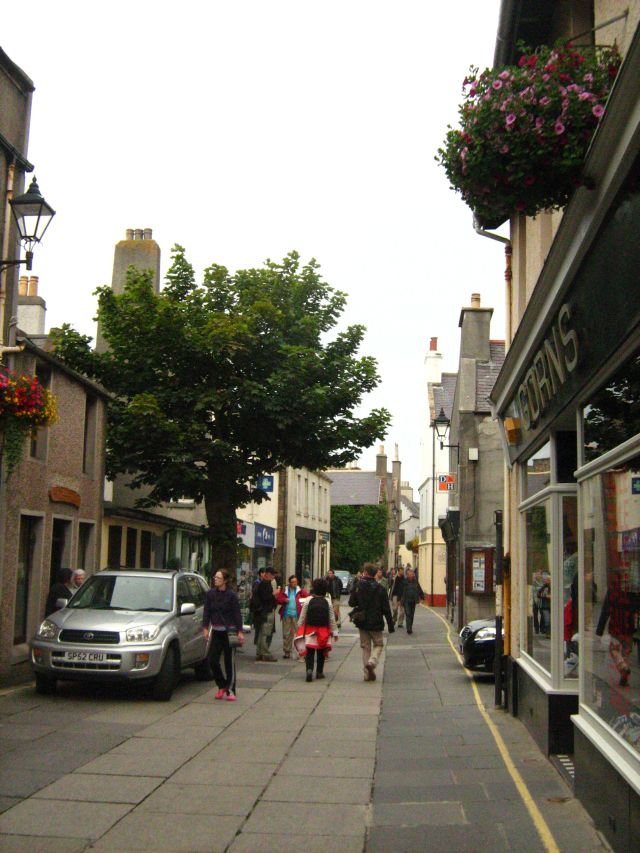